# Walter Gropius
Walter Adolf George Gropius (Berlijn, 18 mei 1883 – Boston, 5 juli 1969) was een Duits (later Amerikaans) architect.

## Leven en werk
Walter Gropius begon zijn architectuuropleiding in 1903 in München en zette deze voort in Berlijn. In 1907 trad hij in dienst bij het architectuurbureau van Peter Behrens. Drie jaar later vestigde hij zich als zelfstandig architect en industrieel ontwerper. Zijn eerste grote opdracht was de Fagusfabriek in Alfeld (1911), een zeer vooruitstrevend bouwwerk en de eerste fabriek waarvan de wanden vrijwel geheel van glas waren.
Gropius was van 1915 tot 1920 getrouwd met Alma Schindler, de weduwe van componist Gustav Mahler, met wie hij al voor Mahlers dood een relatie had. Hun dochter Manon (geboren 1916) stierf in 1935 aan polio.
Begin maart 1919 volgde hij architect Bruno Taut op als voorzitter van de in Berlijn gevestigde Arbeitsrat für Kunst, een breed-georiënteerde vereniging ter bevordering van de (internationale) samenwerking tussen kunstenaars en met als doel kunstenaars bewust maken van hun maatschappelijke rol in de wederopbouw van het Europa van na de Eerste Wereldoorlog door middel van publicaties, congressen en tentoonstellingen. Deze raad ging in 1921 roemloos ten einde en haar idealen werden pas veel later, in 1928, succesvol opgepakt door de CIAM.
In 1919 richtte Gropius het Bauhaus op. Deze toonaangevende academie voor architectuur en toegepaste kunst kwam voort uit de Großherzoglich-Sächsische Hochschule für Bildende Kunst en de Grossherzoglich-Sächsische Kunstgewerbeschule, beide in Weimar. Vanaf 1925 was het Bauhaus gevestigd in Dessau. Tot 1928 bleef het Bauhaus onder zijn leiding staan. Rond deze tijd werd Gropius samen met Le Corbusier, Ludwig Mies van der Rohe en J.J.P. Oud gerekend tot de Grote Vier van de bouwkunst.
De machtsovername van de nazi's leidde in 1934 tot het vertrek van Gropius naar het Verenigd Koninkrijk. Hij ontsnapte in het geheim uit Duitsland. Vervolgens trok hij in 1937 naar de Verenigde Staten, waar hij hoogleraar werd aan de Harvard-universiteit. Hij werkte nauw samen met de van oorsprong Hongaarse architect Marcel Breuer die hij nog kende uit de Bauhaus-periode en die eveneens was gevlucht voor de nazi's.
Met een aantal jongere architecten vormde Gropius in 1945 TAC (The Architect Collaborative).

## Galerij

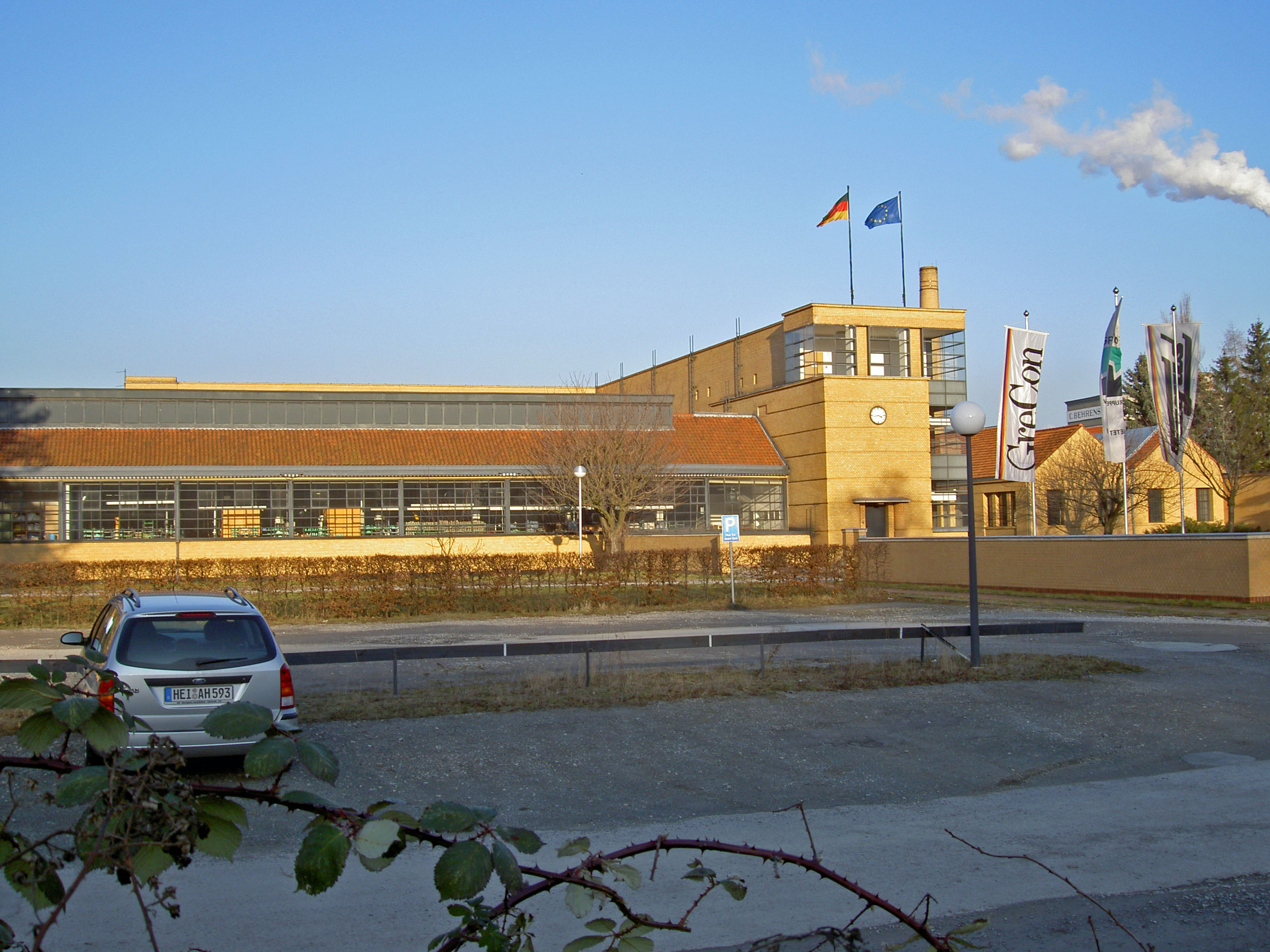
Alfeld: Fagusfabriek
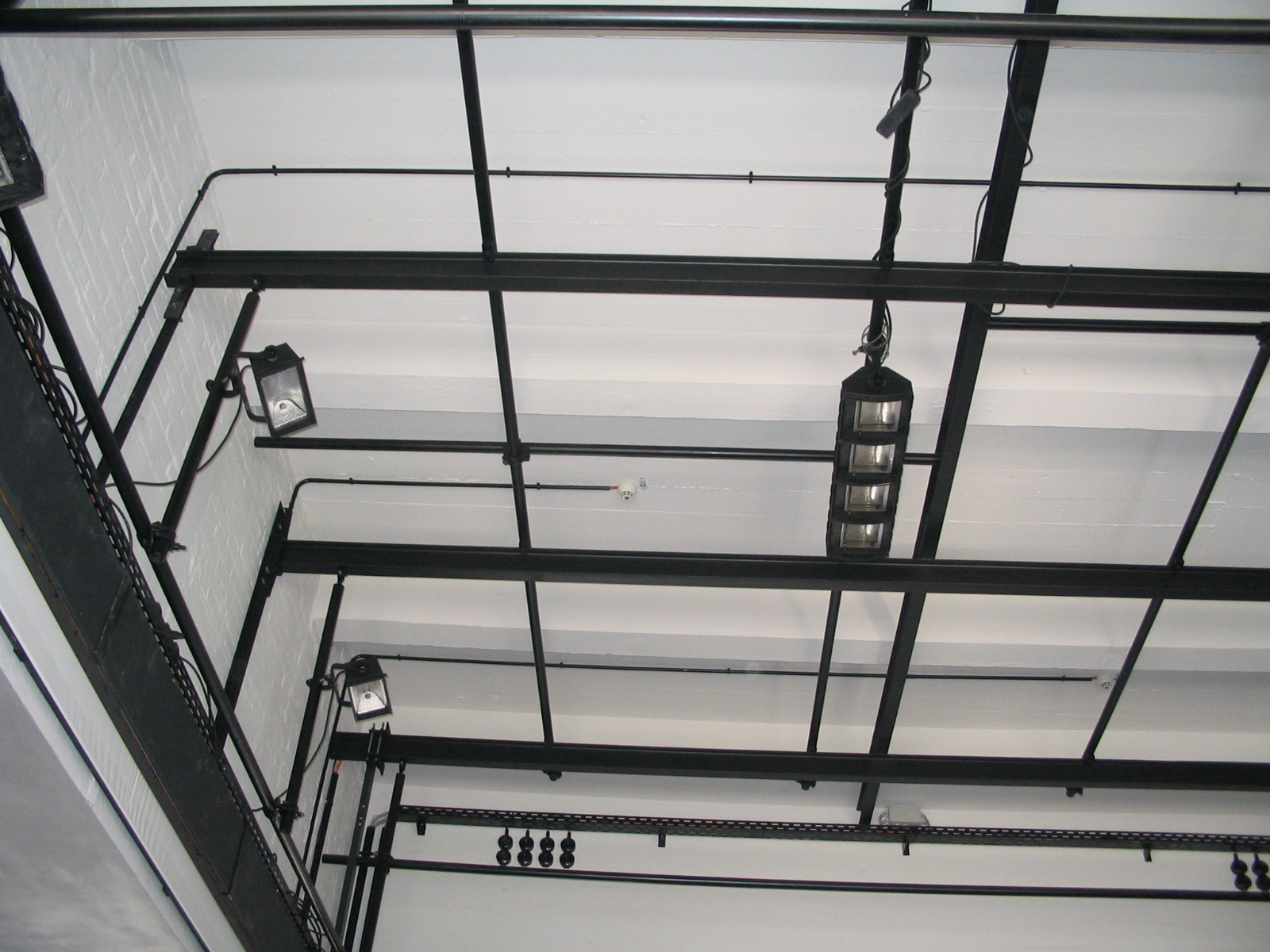
Dessau: Bauhaus